# Аладьин, Иван Маркиянович
Ива́н Маркия́нович Ала́дьин (16 мая 1906 — 5 октября 1973, Глубокий, Ростовская область) — железнодорожник, Герой Социалистического Труда (1959).

## Биография
Иван Аладьин родился в 1906 году. Рано остался сиротой, был беспризорником. Позднее жил в приёмной семье на станции Глубокой в Ростовской области. С пятнадцатилетнего возраста работал кочегаром паровоза, затем был помощником машиниста, машинистом. Во время Великой Отечественной войны Аладьин работал машинистом, участвовал в военных перевозках.
Аладьин был одним из лучших машинистов Ростовской области. Его паровоз «ФД» проходил по 110—130 тысяч километров при норме в 55 тысяч между подъёмочными ремонтами, а топлива расходовалось на 15 меньше установленной нормы.
Указом Президиума Верховного Совета СССР от 1 августа 1959 года за «выдающиеся успехи, достигнутые в развитии железнодорожного транспорта» Иван Аладьин был удостоен высокого звания Героя Социалистического Труда с вручением ордена Ленина и медали «Серп и Молот».
Проживал в Глубоком. Умер в 1973 году.
Был также награждён рядом медалей.